# Фоменко, Светлана Валерьевна
Светлана Валерьевна Фоменко (укр. Светлана Валерьевна Фоменко; 19 ноября 1976, Киев, Украина) — украинский общественно-политический деятель, исполняющая обязанности министра культуры, молодёжи и спорта с 10 марта по 4 июня 2020 года.

## Биография
Светлана Фоменко родилась 19 ноября 1976 года в городе Киеве Украины.
Закончила Киевский университет имени Тараса Шевченко (1999, магистр; специальность — «Романо-германские языки и литература»), Национальную академию государственного управления при Президенте Украины (2011, специальность «Публичное администрирование», специализация «Европейское сотрудничество»), аспирантуру НАДУ (2015).

### Общественно-политическая деятельность
В 2004–2006 годах советник генерального директора Генеральной дирекции Киевского городского совета по обслуживанию иностранных представителей.
С марта 2007 года — главный специалист, с 2008 года — начальник отдела международного сотрудничества и европейской интеграции Управления международных связей аппарата ВО КМР (КМДА).
С 2013 года — начальник Управления международного сотрудничества Министерства культуры Украины.
В августе–декабре 2014 года — заместитель Министра культуры Украины по вопросам европейской интеграции.
С 2015 года — помощник-консультант народного депутата Украины Виктора Еленского, заместителя председателя Комитета ВРУ по вопросам культуры и духовности.
С апреля 2016 года — Первый заместитель Министра культуры Украины.
С января 2020 года — заместитель Министра культуры, молодёжи и спорта Украины по вопросам европейской интеграции.
С 10 марта 2020 года — временно исполняющая обязанности министра культуры, молодёжи и спорта Украины.

## Семья
Замужем, имеет дочь.

## Наследие
Автор ряда научных публикаций.

## Критика
В 2015 году пресс-служба НАЗК сообщила, что выявила признаки уголовного правонарушения в декларации Фоменко. В частности речь шла о том, что в исправленной декларации за 2015 год она указала недостоверные сведения о полученном мужем доходе в виде заработной платы. Кроме того не задекларировала автомобиль, машиноместо и не указала сведения о корпоративных правах, принадлежащих супругу на праве собственности, а также полученный им доход от предоставления имущества в аренду.

## Награды
- Кавалер ордена Звезды Италии (1 января 2017 года, Италия)[3]